# Ruler-klass
Ruler-klassen var en klass av eskorthangarfartyg som tjänstgjorde i Royal Navy under andra världskriget. Alla tjugotre fartyg byggdes av Seattle-Tacoma Shipbuilding Corporation i USA som Bogue-klass hangarfartyg och levererades under Lend-Lease till Storbritannien. De var den mest talrika klassen av hangarfartyg i Royal Navy.
Efter kriget skrotades vissa, medan andra fick sina flygdäck borttagna och omvandlades till handelsfartyg (alla skrotades slutligen på 1970-talet).

## Design och beskrivning
Ruler-klassen var större och hade större flygplanskapacitet än tidigare amerikanska eskorthangarfartyg. De byggdes från början som hangarfartyg och var inte ombyggda handelsfartyg. Fartygen hade en besättning på 646 man och en total längd på 150 meter, en bredd på 21,2 meter och ett djupgående på 7,8 meter. Fartygen var utrustade med två pannor kopplade till en ångturbin som via en enskild axel kunde producera 9 350 shp, vilket resulterade i en toppfart på 16,5 knop (30,6 km/h).
Klassens fartyg hade en liten kombinerad brygga och flygkontroll på styrbordssidan, två flygplanshissar på 13,1 meter x 10,4 meter, en katapult och nio spärrkablar. Flygplan kunde placeras i den 79,2 meter x 18,9 meter stora hangaren under flygdäcket. Bestyckningen bestod av två 10,2 cm allmålskanoner i enkelmontage, sexton 40 mm Bofors luftvärnskanoner i dubbelmontage och tjugo 20 mm Oerlikon-automatkanoner i enkelmontage. De hade en maximal flygplanskapacitet på 24 flygplan som kunde vara en blandning av Grumman Martlet, Vought F4U Corsair eller Hawker Sea Hurricane jaktflygplan och Fairey Swordfish torpedflygplan eller Grumman Avenger ubåtsjaktsflygplan.

## Skepp i klassen

### Första gruppen
- HMS Patroller
- HMS Puncher (bemannad av den kanadensiska flottan)
- HMS Reaper
- HMS Slinger
- HMS Smiter X
- HMS Speaker XX
- HMS Trouncer
- HMS Trumpeter X

### Andra gruppen
- HMS Arbiter
- HMS Ameer XX
- HMS Atheling X
- HMS Begum X
- HMS Emperor XX
- HMS Empress
- HMS Khedive X
- HMS Nabob X (bemannad av den kanadensiska flottan) (torpederad 22 augusti 1944, av U 354 nära Nordkap)[5][6]
- HMS Premier X
- HMS Queen X
- HMS Rajah
- HMS Ranee
- HMS Ruler XX
- HMS Shah X
- HMS Thane (torpederad 15 januari 1945, av U 1172 nära Firth of Clyde).[5][7]

X = Utrustad för ubåtskrigföring.
XX = Utrustad för attack-uppdrag.
Alla de andra användes huvudsakligen för flygplanstransporter med en extra attackförmåga.